# Verônica Kato
Verônica Kato é uma perfumista brasileira. Criadora de mais de 359 fragrâncias, é formada em Farmácia e Bioquímica pela Unesp. Iniciou a sua carreira como perfumista na empresa Symrise, que a enviou para a escola de perfumistas da empresa, na cidade de Holzminden, na Alemanha. Mais tarde especializou-se em Hadley, Inglaterra e Grasse, França.  Há cerca de 18 anos atua com exclusividade na empresa Natura.